# Morris Albert
Morris Albert, född Maurício Alberto Kaisermann 7 september 1951 i São Paulo i Brasilien, är en brasiliansk sångare och låtskrivare, känd för sin superhit "Feelings" från 1975. Han bor numera i Italien.
Morris Albert började sin musikaliska karriär genom att spela i olika band hemma i Brasilien. Efter ett tag så fick han ge ut skivor och 1975 släppte han sin internationella LP där titelspåret blev en världssuccé, "Feelings". Efter det fortsatte han att ge ut skivor i sitt hemland och han är verksam än i dag.